# سوکا فری
سوکا فری دومین آلبوم میکس‌تیپ از خواننده رپ اهل ترینیداد و توباگو نیکی میناژ است. این آلبوم در ۱۲ آوریل ۲۰۰۸ از طریق دیرتی مانی رکوردز منتشر شد. سوکا فری با حضور هنرمندان مهمان مانند لیل وین، گوچی مان، لیل کیم و تهیه‌کنندگان مانند شان کامز و ال ال کول جی ضبط شده‌است.